# Giulio Scarnicci
Giulio Scarnicci (Firenze, 5 maggio 1913 – Roma, 13 luglio 1973) è stato uno sceneggiatore italiano, autore teatrale, televisivo e cinematografico, che ha soprattutto scritto per Ugo Tognazzi e Raimondo Vianello in coppia con Renzo Tarabusi.

## Teatro

### Autore

#### Con Renzo Tarabusi
- Chi vuol esser lieto sia (1951)
- Dove vai se il cavallo non ce l'hai? (1951)
- Ciao fantasma (1952)
- Barbanera... bel tempo si spera, rivista, regia degli autori, Teatro Sistina di Roma, 11 ottobre 1953.
- Tutte donne meno io (1954)
- Passo doppio (1955)
- Campione senza volere (1956)
- Caviale e lenticchie (1956)
- Uno scandalo per Lili (1957)
- Il diplomatico, regia di Silverio Blasi, Teatro Lirico di Milano, 20 ottobre 1958.
- Monsieur Cenerentolo (1959)
- Il rampollo (1960)
- L'onorevole (1965)

## Filmografia (sceneggiatore)
- La Pica sul Pacifico, regia di Roberto Bianchi Montero (1959)
- La cambiale, regia di Camillo Mastrocinque (1959)
- Non perdiamo la testa, regia di Mario Mattoli (1959)
- Il mio amico Jekyll, regia di Marino Girolami (1960)
- Un dollaro di fifa, regia di Giorgio Simonelli (1960)
- I magnifici tre, regia di Giorgio Simonelli (1961)
- Il mantenuto, regia di Ugo Tognazzi (1961)
- I tromboni di Fra' Diavolo, regia di Giorgio Simonelli (1962)
- Due contro tutti, regia di Alberto De Martino e Antonio Momplet (1962)
- Frenesia dell'estate, regia di Luigi Zampa (1963)
- La donna degli altri è sempre più bella, regia di Marino Girolami (1963)
- Gli eroi del West, regia di Steno (1963)
- I gemelli del Texas, regia di Steno (1964)
- Le tardone, regia di Marino Girolami e Javier Setó (1964)
- Amore all'italiana, regia di Steno (1966)
- Ringo e Gringo contro tutti, regia di Bruno Corbucci (1966)
- Il fischio al naso, regia di Ugo Tognazzi (1967)
- Il trapianto, regia di Steno (1970)
- Armiamoci e partite!, regia di Nando Cicero (1971)
- Il vichingo venuto dal sud, regia di Steno (1971)
- Cose di Cosa Nostra, regia di Steno (1971)
- Il terrore con gli occhi storti, regia di Steno (1972)
- L'uccello migratore, regia di Steno (1972)
- La schiava io ce l'ho e tu no, regia di Giorgio Capitani (1973)
- L'arbitro, regia di Luigi Filippo D'Amico (1974)